# Hallam Amos
Hallam Amos (nacido en Stockport el 24 de septiembre de 1994) es un jugador de rugby británico que juega con la selección de Gales en la posición de ala. Actualmente (2015) juega para el equipo regional de Newport Gwent Dragons, habiendo jugado antes para Newport RFC. Nacido en Stockport, Inglaterra, Amos se trasladó a Gales a los cuatro años de edad.

## Carrera

### Clubes
Zaguero o ala, debutó para los Newport Gwent Dragons en octubre de 2011 contra los Wasps en la Anglo-Welsh Cup a los 17 años y 28 días de edad. Al hacerlo, Amos batió el récord de jugador más joven en el rugby regional galés, que hasta entonces tenía Kristian Phillips de los Ospreys. Amos también anotó un ensayo en su debut. Sin embargo, más adelante en ese mismo partido, Jack Dixon batió el récord establecido por Amos, también como reemplazo en la segunda parte de los Newport Gwent Dragons.

### Internacional
En enero de 2013 fue seleccionado en el equipo de Gales sub-20 para el Torneo de las Seis Naciones 2013 sub-20.
En noviembre de 2013 Amos fue llamado para la selección absoluta para los internacionales de otoño. Hizo su debut absoluto internacional en la posición de ala contra Tonga el 22 de noviembre de 2013.
En septiembre de 2015, Amos fue seleccionado para jugar en la Copa Mundial de Rugby de 2015. Anotó un ensayo en el primer partido del torneo de Gales contra Uruguay.

## Palmarés y distinciones notables
- Copa Desafío Europeo de Rugby 2017-18
- Torneo de las Seis Naciones 2019.